# Witborstfranjemonarch
De witborstfranjemonarch (Arses lorealis) is een zangvogel uit de familie Monarchidae (monarchen).

## Verspreiding en leefgebied
Deze soort is endemisch in het noorden van het Kaap York-schiereiland in het noordoosten van Australië .

## Status
De grootte van de populatie is niet gekwantificeerd maar de soort wordt omschreven als algemeen. Op de Rode lijst van de IUCN heeft deze soort de status niet bedreigd.